# Iranattus principalis
Espèce
Synonymes
- Monomotapa principalis Wesołowska, 2000

Iranattus principalis est une espèce d'araignées aranéomorphes de la famille des Salticidae.

## Distribution
Cette espèce se rencontre au Zimbabwe, au Nigeria, au Cameroun et en Côte d'Ivoire.

## Description
La carapace du mâle holotype mesure 2,4 mm de long sur 2,2 mm et l'abdomen 1,8 mm de long sur 1,1 mm.
La carapace de la femelle décrite par Wesołowska et Russell-Smith en 2022 mesure 2,3 mm de long sur 2,0 mm et l'abdomen 2,2 mm de long sur 1,5 mm.
La carapace du mâle décrit par Marathe, Tripathi, Sudhikumar et Maddison en 2024 mesure 2,2 mm de long sur 2,1 mm et l'abdomen 1,7 mm de long sur 1,4 mm et la carapace de la femelle 5,1 mm de long sur 5,1 mm et l'abdomen 6,4 mm de long sur 4,8 mm.

## Systématique et taxinomie
Cette espèce a été décrite sous le protonyme Monomotapa principalis par Wesołowska en 2000. Elle est placée dans le genre Iranattus par Prószyński en 2017.

## Publication originale
- Wesołowska, 2000 : « New and little known species of jumping spiders from Zimbabwe (Araneae: Salticidae). » Arnoldia Zimbabwe, vol. 10, no 15, p. 145-174.